# Stenoptilia leuconephes
Stenoptilia leuconephes là một loài bướm đêm thuộc họ Pterophoridae. Nó được tìm thấy ở Úc, bao gồm Tasmania.